# Cambefortius turneri
Cambefortius turneri là một loài bọ cánh cứng trong họ Bọ hung (Scarabaeidae).